# Enosh (nome)
Enosh (in ebraico אֱנוֹשׁ‎?) è un nome proprio di persona ebraico maschile.

## Varianti in altre lingue
- Catalano: Enoix
- Croato: Enoš
- Francese: Énosh
- Greco biblico: Ενως (Enos)[1][2]
- Greco moderno: Ενώς (Enōs)
- Inglese: Enosh[1], Enos[1][2]
- Italiano: Enos[3]
- Latino: Enos[1][3]
- Norvegese: Enosj
- Olandese: Enos
- Polacco: Enosz
- Portoghese: Enos
- Russo: Енос (Enos)
- Spagnolo: Enós
- Svedese: Enosh
- Tedesco: Enosch
- Ungherese: Énos

## Origine e diffusione
È un nome di origine biblica, portato nell'Antico Testamento da Enos, nipote di Adamo, figlio di Set e padre di Kenan (Gn 5:6-11).
Etimologicamente, il nome deriva dall'ebraico אֱנוֹשׁ (Enosh), che vuol dire letteralmente "uomo", "essere umano", o anche "umanità"; significato analogo ha il nome Adamo.

## Onomastico
Il nome è adespota, non essendo portato da alcun santo. Pertanto l'onomastico ricade il 1º novembre, giorno di Ognissanti.

## Il nome nelle arti
- Enos Strate è un personaggio della serie televisiva Hazzard.